# Halmaheraspökuggla
Halmaheraspökuggla (Ninox hypogramma) är en fågel i familjen ugglor inom ordningen ugglefåglar.

## Utseende och läte
Halmaheraspökugglan är en brun uggla med rundat huvud, gula ögon och rostfärgad tvärbandad undersida. Lätet är ett abrupt, tvåtonigt och grodligt "woo-wooo", med andra tonen något längre än den första.

## Utbredning och systematik
Fågeln återfinns i norra Moluckerna (Halmahera, Ternate och Bacan). Tidigare ansågs den vara en underart till N. squamipila, då kallad moluckspökuggla (nu buruspökuggla).

## Levnadssätt
Halmaheraspökugglan bebor skogar i låglänta områden och lägre bergstrakter. Den påträffas ofta i revirhävdande par.

## Status
Trots det begränsade utbredningsområdet och det faktum att den minskar i antal anses beståndet vara livskraftigt av internationella naturvårdsunionen IUCN.